# Harry Wu

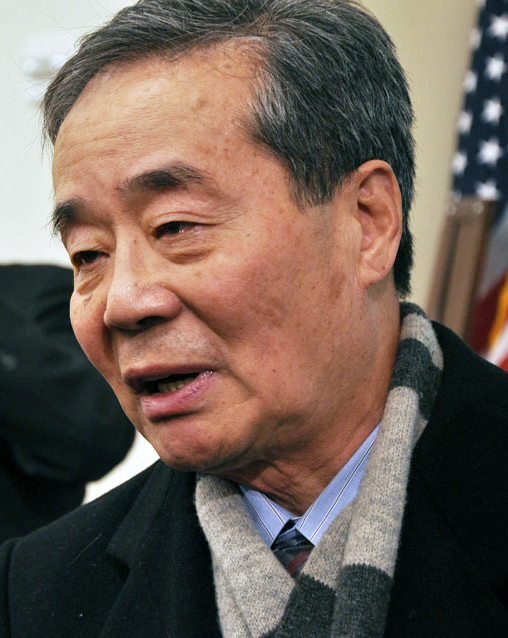
Harry Wu 2011.

Harry Wu, född 8 februari 1937 i Shanghai, död 26 april 2016 i Honduras, var en kinesisk människorättsaktivist. Som nittonåring dömdes han till fångenskap i laogai-systemet, där han tillbringade 19 år. Han emigrerade till USA 1985 på inbjudan av University of California, Berkeley. År 1992 grundade Harry Wu den ideella organisationen Laogai Research Foundation, vars syfte är att samla in information och öka allmänhetens kunskap om laogaiinrättningar. Som amerikansk medborgare besökte han Kina, och samlade in material om missförhållandena i arbetslägren med en gömd kamera. Sommaren 1995 anklagades han för spionage och för att ha avslöjat statshemligheter, och dömdes till 15 års fängelsestraff, men deporterades istället ut ur landet.
År 1994 var han den förste att mottaga Martin Ennals-priset och 1996 mottog han Geuzenpenning.